# Otto Ladendorf
Otto Ladendorf (* 13. Juni 1873 in Dresden; † 31. Juli 1911 in Leipzig) war ein deutscher Germanist und Gymnasiallehrer. Er ist bekannt für sein Historisches Schlagwörterbuch (1906).

## Biografie
Wilhelm Otto Ladendorf wuchs als zweites von sechs Kindern eines Schmiedemeisters auf. Er besuchte die Volksschule und das Ehrlichsche Gestift, anschließend bis Weihnachten 1888 das Lehrerseminar in Dresden-Friedrichstadt. Seit Ostern 1889 war er Hospitant am Neustädter Gymnasium, das ihn im Dezember des Jahres regulär aufnahm. Ab 1894 studierte er Philosophie, Germanistik und Klassische Philologie an der Universität Leipzig.
1897 wurde er mit einer Dissertation über Christoph Otto Freiherr von Schönaich zum Dr. phil. promoviert. 1898 absolvierte er das Staatsexamen für Lehramtskandidaten und unterrichtete zunächst in Chemnitz und Freiberg. Von 1900 bis zu seinem Tod wirkte er als Gymnasialoberlehrer an der Nikolaischule Leipzig. Wissenschaftliche Verdienste erwarb er sich durch sein Historisches Schlagwörterbuch.
In einem Nachruf würdigte ihn sein Förderer Friedrich Kluge wie folgt:
„Es verdient unsere volle Bewunderung, daß er neben den Pflichten eines anstrengenden Schuldienstes wissenschaftliche Leistungen schaffen konnte. […] Die wortgeschichtlichen Aufsätze, die unsere Zeitschrift von ihm brachte, wirkten durch den reichen Inhalt und durch einen weitblickenden Spürsinn vorbildlich. Wenn er es sich zutraute, in ziemlich kurzer Zeit sein Schlagwörterbuch zu schaffen, so besaß er auch Kenntnis und Kraft genug, damit wirklich etwas Gutes und Dauerndes zu leisten.“

## Historisches Schlagwörterbuch

### Aufbau und Konzept
Ladendorfs Historisches Schlagwörterbuch erschien 1906 im Straßburger Verlag Karl J. Trübner. Es verzeichnet verschiedenste Schlagworte aus Politik, Kunst und Literatur des 19. Jahrhunderts: Der Reigen reicht vom „Affentheater“ über „Blaue Blume“, „Sommerfrische“ und  „Trockenwohner“ bis hin zum „Zickzackkurs“.
Neben der eigentlichen lexikalischen Sammlung unternahm das Schlagwörterbuch auch erstmals den Versuch einer theoretischen Beschreibung und Analyse des Schlagworts nach Entstehung, Spielarten, Lebensdauer, Verbreitung, Form und Gefühlswert.
Das Werk erfolgte als Ergänzung zu Georg Büchmann. Während dessen schon damals populäre Sammlung „Geflügelte Worte“ die Urheberschaft fest stehender Zitate und Wendungen nachwies, betonte Ladendorf, dass es „nicht genügt, möglichst genau den Geburtsschein beizubringen, sondern daß man auch der weiteren Entwicklung nachgehen muß, daß man ebenso auf das allmähliche oder plötzliche Absterben als auch auf das Wiederaufleben der Schlagworte zu achten hat.“ (S. XXIV)
Zum „Wert solcher Beobachtungen“ schrieb Ladendorf:
„der Sprachforscher […] kann an diesen Ausdrücken in eigenartiger Weise oft typische Wortschicksale studieren, wie Ebbe und Flut bei der Aufnahme eines Schlagwortes wechselt, wie einzelne Ausdrücke merkwürdig umgebogen werden, Schimpfworte zu stolzen Parteinamen (Whigs, Tories, Geufen!) sich modeln, wie neue Wortsippen plötzlich emporschießen, wie neue Gedanken und Stimmungen nach konformem sprachlichen Ausdruck ringen, wie fremdes Sprachgut übernommen oder bearbeitet wird, sei es durch Amalgieren, sei es durch Verdeutschen.“ (S. XXVIII)

### Wirkung
Ladendorfs lexikalisches Interesse an Schlag- und Modewörtern gilt bis heute als Pionierarbeit. Doch anders als Büchmanns „Geflügelte Worte“, die – nicht zuletzt wegen ihres praktischen Nutzens – bis heute immer wieder neu aufgelegt werden, geriet Ladendorf in Vergessenheit.
Erst nach dem Zweiten Weltkrieg wurde sein Historisches Schlagwörterbuch wiederentdeckt und vom Hildesheimer Georg Olms Verlag 1968 nachgedruckt. In der Lexikografie gilt es als Werk, das „bis heute noch nicht durch ein besseres abgelöst worden ist“.
Ladendorfs Idee, anhand einzelner Schlagwörter ganze Themenfelder oder -konjunkturen zu beschreiben, lebt in vielen Werken der populären und wissenschaftlichen Sprachkritik fort – vgl. z. B.:
- Ulrich Bröckling (Hrsg.): Glossar der Gegenwart. Suhrkamp, Frankfurt am Main 2004.
- Sprechen Sie Gegenwart? Lexikon des frühen 21. Jahrhunderts. Goldmann, München 2006.
- Joachim Stave: Wörter und Leute. Glossen und Betrachtungen über das Deutsch in der Bundesrepublik. Bibliographisches Institut, Mannheim 1968.
- Gerhard Strauß u. a. (Hrsg.): Brisante Wörter von Agitation bis Zeitgeist. Ein Lexikon zum öffentlichen Sprachgebrauch. De Gruyter, Berlin 1989.

## Veröffentlichungen von Otto Ladendorf
- Christoph Otto Freiherr von Schönaich. Beiträge zur Kenntnis seines Lebens und seiner Schriften. Dissertation, Leipzig 1897.
- Historisches Schlagwörterbuch. Ein Versuch. Trübner, Strassburg/Berlin 1906 (Nachdruck hrsg. von Hans-Gerd Schumann. G. Olms, Hildesheim 1968).
- Hans Hoffmann – Sein Lebensgang und seine Werke. Berlin 1908.